# Izz-ad-Dawla Bakhtiyar
Izz-ad-Dawla Bakhtiyar ibn Muïzz-ad-Dawla al-Buwayhí (àrab: عز الدولة بختيار بن معز الدولة البويهي, ʿIzz ad-Dawla Baẖtiyār b. Muʿizz ad-Dawla al-Buwayhī) fou un sultà buwàyhida, fill i successor de Muïzz-ad-Dawla (932-967).
Fou designat hereu del seu pare el 955 però no tenia gaire capacitat pel govern. Quan va pujar al tron va delegar les feines de govern en el seu visir (tots els seus visirs foren elegits amb cura). Inicialment va seguir una política contrària als hamdànides de Mossul (iniciada ja pel seu pare), aleshores representats per Abu-Tàghlib (emir des de 967), i contra l'emir autònom de la Batiha, Imran ibn Xahin. Es va acostar als càrmates per enfrontar-los als fatimites, que el 969 s'havien apoderat d'Egipte.
Els enfrontaments entre les seves tropes daylamites i les turques van ser constants i finalment Bakhtiyar va trencar amb els darrers, trencament complicat per les lluites entre sunnites i xiïtes a Bagdad, i per la intervenció de grups ayyarun, i quan va quedar assetjat a Wasit pels turcs, va haver de cridar el seu cosí Àdud-ad-Dawla de Fars; mentre els rebels dominaven Bagdad i Khuzestan; Àdud-ad-Dawla va convèncer el seu pare Rukn-ad-Dawla, que era el degà de la família i que governava al Jibal, de fer una expedició en ajut de Bakhtiyar amb les tropes pròpies i algunes que hi va enviar Rukn-ad-Dawla des de Rayy. Tanmateix, Àdud-ad-Dawla va retardar tant com va poder la seva intervenció per tal que Bakhtiyar estigués a punt de ser derrotat; llavor va actuar, va derrotar els rebels (30 de gener del 975) i va entrar a Bagdad el 31 de gener del 975.
Al cap de dos mesos, sota pressió, Bakhtiyar va abdicar (12 de març del 975). Aquesta actuació va molestar tant al seu pare Rukn-ad-Dawla que va obligar Àdud-ad-Dawla a restablir Bakhtiyar, i encara que Adud-ad-Dawla va obeir, del disgust que el pare va tenir es va posar malalt i va morir el 16 de setembre del 976.
Quan el 977 Àdud-ad-Dawla va envair l'Iraq, Bakhtiyar ja l'esperava: s'havia aliat a Fakhr-ad-Dawla de Rayy, als hamdànides, al cap kurd hassanwàyhida Barkezani i a Imran ibn Xahin, emir de les maresmes (Batiha) del sud d'Iraq, i s'havia avançat cap a Ahwaz, on es van trobar els dos exèrcits. Àdud-ad-Dawla va aconseguir la victòria l'1 de juliol del 977 prop de la ciutat. Finalment l'octubre Bakhtiyar va reconèixer la sobirania d'Àdud-ad-Dawla i li va demanar permís per marxar a establir-se a Síria. Bakhtiyar es va dirigir doncs cap a Síria i passant per Mossul l'hamdànida Abu-Tàghlib el va encoratjar a intentar recuperar el poder. Amb ajut de l'emir hamdànida, Bakhtiyar va retornar a l'Iraq però les forces col·ligades van patir una greu derrota a mans d'Àdud-ad-Dawla prop de Samarra (a Qasr al-Juss) el 29 de maig del 978. Bakhtiyar va ser capturat i executat després de la batalla i Abu-Taghlib fou perseguit durant uns quants mesos i els seus estats ocupats, incloent Mossul.